# Egejský region
Egejský region (turecky Ege Bölgesi) je jeden ze sedmi regionů Turecka. Nachází se na západní části země. Na západě hraničí s Egejským mořem (turecky Ege Denizi), na severu s Marmarským regionem, na jihu se Středomořským regionem a se Střední Anatolií na východě.

## Provincie

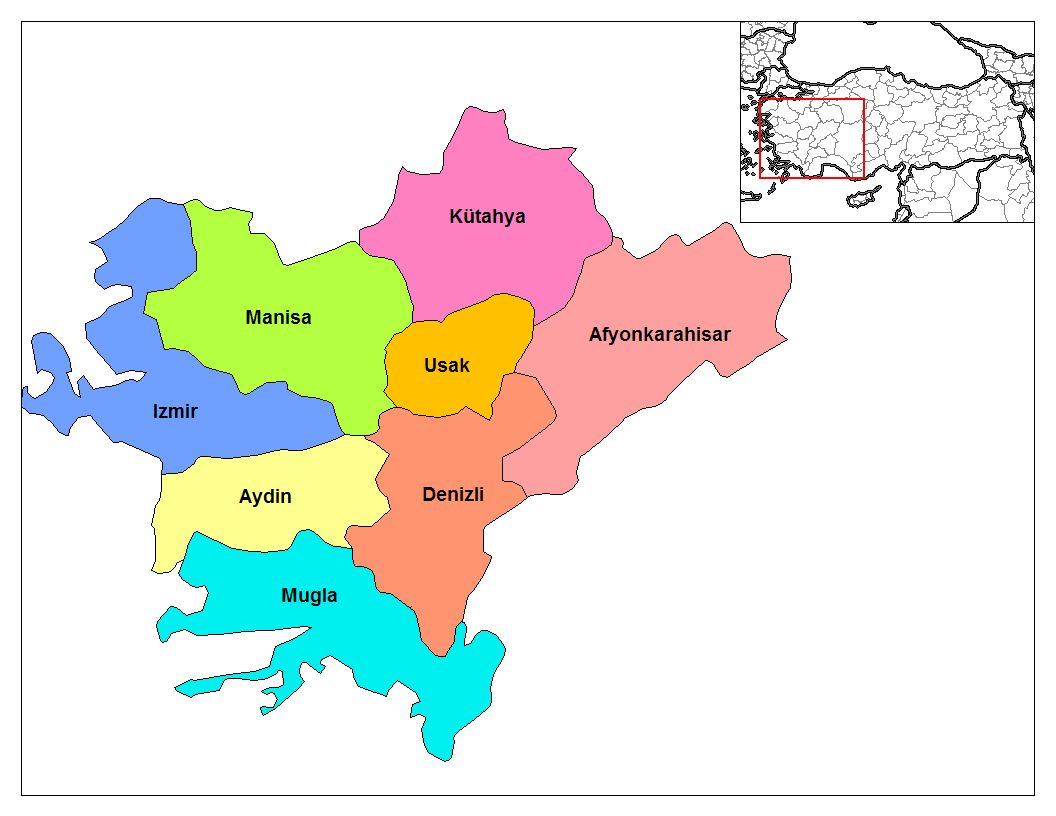
Egejský region

- Afyonkarahisar
- Aydın
- Denizli
- İzmir
- Kütahya
- Manisa
- Muğla
- Uşak